# العلاقات الألمانية الغانية
العلاقات الألمانية الغانية هي العلاقات الثنائية التي تجمع بين ألمانيا وغانا.

## مقارنة بين البلدين
هذه مقارنة عامة ومرجعية للدولتين:
| وجه المقارنة                                              | ألمانيا                                                                              | غانا         |
| --------------------------------------------------------- | ------------------------------------------------------------------------------------ | ------------ |
| المساحة (كم2)                                             | 357.41 ألف                                                                           | 238.53 ألف   |
| عدد السكان (نسمة)                                         | 81.29 مليون                                                                          | 26.91 مليون  |
| الكثافة السكانية (ن./كم²)                                 | 227.44                                                                               | 112.82       |
| العاصمة                                                   | بون، برلين                                                                           | أكرا         |
| اللغة الرسمية                                             | اللغة الألمانية                                                                      | لغة إنجليزية |
| العملة                                                    | يورو، مارك ألماني                                                                    | سيدي غاني    |
| الناتج المحلي الإجمالي (بليون دولار)                      | 3.68 تريليون                                                                         | 47.33 مليار  |
| الناتج المحلي الإجمالي (تعادل القوة الشرائية) بليون دولار | 3.92 تريليون                                                                         | 115.41 مليار |
| الناتج المحلي الإجمالي الاسمي للفرد دولار أمريكي          | 41.31 ألف                                                                            | 1.37 ألف     |
| الناتج المحلي الإجمالي للفرد دولار أمريكي                 | 46.40 ألف                                                                            | 4.08 ألف     |
| مؤشر التنمية البشرية                                      | 0.926                                                                                | 0.579        |
| رمز المكالمات الدولي                                      | +49                                                                                  | +233         |
| رمز الإنترنت                                              | .de                                                                                  | .gh          |
| المنطقة الزمنية                                           | توقيت وسط أوروبا، ت ع م+01:00، ت ع م+02:00، توقيت أوروبا الوسطى المعياري (ت غ م +1) ‏ | 00           |

## مدن متوأمة
في ما يلي قائمة باتفاقيات التوأمة بين مدن ألمانية وغانية:
- ترتبط بون مع كيب كوست باتفاقية توأمة منذ 1983.

## منظمات دولية مشتركة
يشترك البلدان في عضوية مجموعة من المنظمات الدولية، منها:
| علم المنظمة | اسم المنظمة                                                | تاريخ انضمام ألمانيا | تاريخ انضمام غانا |
| ----------- | ---------------------------------------------------------- | -------------------- | ----------------- |
|             | مؤسسة التمويل الدولية                                      | 20 يوليو 1956        | 3 أبريل 1958      |
|             | منظمة حظر الأسلحة الكيميائية                               | 29 أبريل 1997        | ?                 |
|             | يونسكو                                                     | 11 يوليو 1951        | 11 أبريل 1958     |
|             | البنك الإفريقي للتنمية                                     | ?                    | ?                 |
|             | الأمم المتحدة                                              | 18 سبتمبر 1973       | 8 مارس 1957       |
|             | الاتحاد الدولي للاتصالات                                   | 1866                 | 17 مايو 1957      |
|             | منظمة الشرطة الجنائية الدولية                              | ?                    | ?                 |
|             | البنك الدولي للإنشاء والتعمير                              | 14 أغسطس 1952        | 20 سبتمبر 1957    |
|             | العملية المشتركة للاتحاد الأفريقي والأمم المتحدة في دارفور | ?                    | ?                 |
|             | الاتحاد البريدي العالمي                                    | 1 يوليو 1875         | ?                 |
|             | مؤسسة التنمية الدولية                                      | 24 سبتمبر 1960       | 29 ديسمبر 1960    |
|             | منظمة التجارة العالمية                                     | ?                    | ?                 |
|             | الفريق المعني برصد الأرض                                   | ?                    | ?                 |
|             | المركز الدولي لتسوية المنازعات الاستشارية                  | 18 مايو 1969         | 14 أكتوبر 1966    |
|             | وكالة ضمان الاستثمار متعدد الأطراف                         | 12 أبريل 1988        | 29 أبريل 1988     |

## أعلام
هذه قائمة لبعض الشخصيات التي تربطها علاقات بالبلدين:
- جيرالد أسامواه (لاعب كرة قدم ألماني، 3 أكتوبر 1978[35][36][37] – )
- جيروم بواتينغ (لاعب كرة قدم ألماني، 3 سبتمبر 1988 – )
- ديفيد أودونكور (لاعب كرة قدم ألماني، 21 فبراير 1984[38] – )
- كيفن برينس بواتينغ (لاعب كرة قدم غاني، 6 مارس 1987[39] – )

## وصلات خارجية
- موقع وزارة الخارجية الألمانية
- موقع وزارة الخارجية الغانية